# Суола (Морукский наслег)
Суола (якут. Суола) — село в Мегино-Кангаласском улусе Якутии. Административный центр Морукского наслега

## География
Находится на правом берегу реки Суола, в 58 км к востоку от бывшего центра улуса села Майи, расстояние до центра упразднённого Мельжехсинского наслега с. Хоробут составляет 12 км.

## Население
Население села по Всесоюзной переписи населения 1989 года было 300 чел., на 1 января 2001 года — 501 житель.
| 2002 | 2010 | 2012 | 2013 | 2014 | 2015 | 2016 |
| ---- | ---- | ---- | ---- | ---- | ---- | ---- |
| 514  | ↘426 | ↘425 | ↘421 | ↗424 | ↘420 | ↗422 |
| 2017 | 2018 | 2019 | 2020 | 2021 |      |      |
| ↗435 | ↘429 | ↘419 | ↗435 | →435 |      |      |

## Инфраструктура
Экономика
Село — центральная усадьба коллективного предприятия «Суола» (мясо-молочное животноводство, звероводство, возделывание зерновых культур).
Социально значимые объекты
В селе есть Морукская школа. Школа ведёт историю с 1878 года (репетиторская школа), с 1918 года была открыта одноклассная школа, в 1947—1963 гг. — начальная школа, в 1963—1998 гг. — неполная средняя школа, с 1998 г. — средняя общеобразовательная школа), Суола-Морукский фельдшерско-акушерский пункт и Дом культуры.